# Instruktionsuppsättning

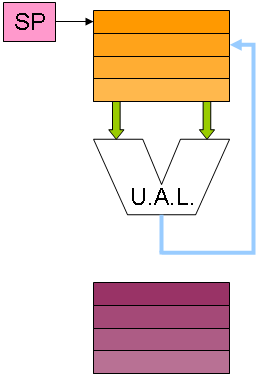
0-operandmaskin (stackmaskin)

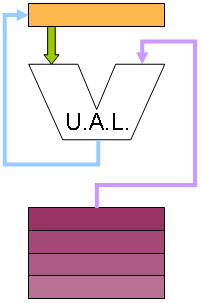
1-operandmaskin (accumulator)

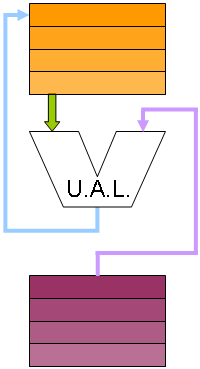
2-operandmaskin

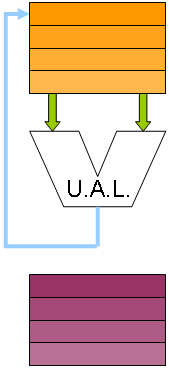
3-operandmaskin

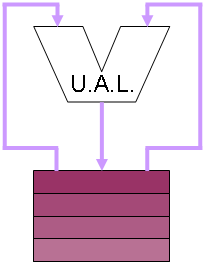
minne-till-minne-maskin

En instruktionsuppsättning eller ISA (från engelskans instruction set architecture) beskriver vilka tillgångar som finns tillgängliga för programmeringen av en processor. Bland annat beskrivs de instruktioner, register, adresseringslägen, minnesarkitektur och interrupthantering (avbrottshantering) som processorn stöder. Instruktionsuppsättningen definierar även processorns maskinkod, dvs hur instruktionerna blir uttryckta som sekvenser av binära ettor och nollor. 
Instruktionsuppsättningar kan skilja sig mellan processorer inte bara på grund av vilka operationer som stöds, utan även hur hämtning och lagring av värden i arbetsminnet stöds (CISC kontra RISC).
Två olika processorer kan ha samma instruktionsuppsättning även om de internt har helt olika mikroarkitekturer, se till exempel Intels Pentium- och AMD:s Athlon-processorer.

## Instruktionstyper
Även om det är teoretiskt möjligt att konstruera en processor som endast har en slags instruktion, har de flesta vanliga processorer instruktioner av ett flertal olika typer. 

### Aritmetikinstruktioner
Aritmetikinstruktioner utför operationer på heltal. Bland operationerna räknas addition, subtraktion, logiska operationer som AND, OR, och XOR, aritmetisk och logisk skiftning, m.fl. Multiplikation och division förekommer ofta, men inte alltid eftersom dessa operation kan utföras av algoritmer som använder sig av enklare additions- och subtraktionsinstruktioner.

### Flyttalsintruktioner
Flyttalsinstruktioner utför operationer på flyttal. Bland operationerna finns addition, subtraktion, multiplikation, division, stöd för konvertering mellan heltal och flyttal, samt ibland även mer avancerade operationer som kvadratrot, trigonometriska funktioner m.m.

### Minnesinstruktioner
Vissa RISC-arkitekturer kan endast hämta och lagra värden i arbetsminnet genom särskilda minnesinstruktioner (ofta kallade load och store).

### Hopp- och greninstruktioner
Hoppinstruktioner tillåter programmet att ändra instruktionssekvensens normalt linjära förlopp genom att ändra värdet på instruktionspekaren. Greninstruktioner tillåter dessutom hopp som betingas av ett villkor (till exempel "utför hoppet endast om ett registervärde är lika med noll). Förgreningar/hopp kan bland annat ske vid If-satser, loopar, goto-satser och funktionsanrop. Hoppinstruktioner är avgörande för programmering; utan dem går det inte att skriva programslingor.

### Anrops- och returinstruktioner
Anropsinstruktioner möjliggör abstraktion genom att tillåta anrop till subrutiner. Processorn lagrar en returadress (nästa instruktion) och börjar exekvera subrutinens instruktioner. När en returinstruktion påträffas återställs den lagrade returadressen, varpå processorn fortsätter exekvera sekventiellt. Särskilda systemanropsinstruktioner anropar operativsystemet å programmets vägnar för att utföra operativsystemspecifika funktioner som till exempel att läsa från datafiler eller visa text på bildskärmen.

### Systeminstruktioner
Några av processorns instruktioner är endast avsedda att användas av operativsystemet; dessa systeminstruktioner är "skyddade" i det avseendet att om ett användarprogram försöker använda dem så avbryts programmet omedelbart av operativsystemet. Några processorarkitekturer (som Intel 8080 och x86) har speciella in- och utenhetsinstruktioner som används för att kommunicera med kringutrustning; dessa är skyddade i moderna operativsystem för att förhindra att flera program orsakar konflikter genom att försöka använda sig av samma kringenhet samtidigt.

## Operander
Beroende på processorns arkitektur kan en typisk instruktion specificera 0 eller flera explicita adresser till de operander (argument) eller andra parametrar som används i operationen; här medräknas även adressen till den plats där resultatet lagras (i förekommande fall). Instruktionsuppsättningar kan kategoriseras alltefter hur många adresser instruktionerna använder som mest.
- 0-adressmaskiner eller stackmaskiner, använder sig av de översta få orden på stacken för att utföra sina beräkningar. Två heltal kan adderas med tre instruktioner: push a, push b, add.
- 1-adressmaskiner eller ackumulatormaskiner var vanliga i datorålderns barndom. Varje instruktion hänvisar till maximalt en operand och resultatet placeras i processorns ackumulatorregister: load a, add b, store c.
- 2-adressmaskiner - både CISC och RISC har sådana instruktioner. En CISC-maskin (som till exempelIntel 8086) kan ladda två tal (från minnet), addera dem, och spara resultatet (i minnet) så här: load r1,a; add r1,b; load c,r1, där r1 är ett processorregister.
- 3-adressmaskiner - oftast RISC-maskiner. Operander i 3-operandinstruktioner är nästan alltid processorregister, varför det krävs särskilda lagrings- och åtkomstinstruktioner för att hämta in värden i registren.

Operander kan vara av olika typer:
- Omedelbara (immediate): konstanter som 3, -1 eller 0.
- Register: syftar på ett av processorregistren, exempelvis R1, EAX.
- Adressoperander: används i hopp-, gren-, och anropsinstruktioner för att ange den plats där processorn skall börja hämta sina instruktioner från.
- Minnesoperander: anger en minnesadress från vilken data skall hämtas eller lagras. Minnesoperander kan i sin tur klassificeras ytterligare:
  - Direkta adresser anger en konstant adress, till exempel: mov eax,[31340000h] (x86-instruktion)
  - Indirekta adresser med offset anger adresser baserat på ett registervärde, till exempel: mov eax,[esi+12h]